# Notre-Dame-de-la-Paix
Notre-Dame-de-la-Paix es un municipio canadiense situado en la provincia de Quebec.

## Superficie
Notre-Dame-de-la-Paix tiene una superficie de 105,96 km².

## Demografía
En 2021, tenía 675 habitantes, una densidad poblacional de 6,4 hab./km², y 407 viviendas.